# Mangueirinha
Mangueirinha is een gemeente in de Braziliaanse deelstaat Paraná. De gemeente telt 17.526 inwoners (schatting 2009).

## Aangrenzende gemeenten
De gemeente grenst aan Chopinzinho, Clevelândia, Coronel Domingos Soares, Coronel Vivida, Foz do Jordão, Honório Serpa en Reserva do Iguaçu.